# Адам Ганушкевич

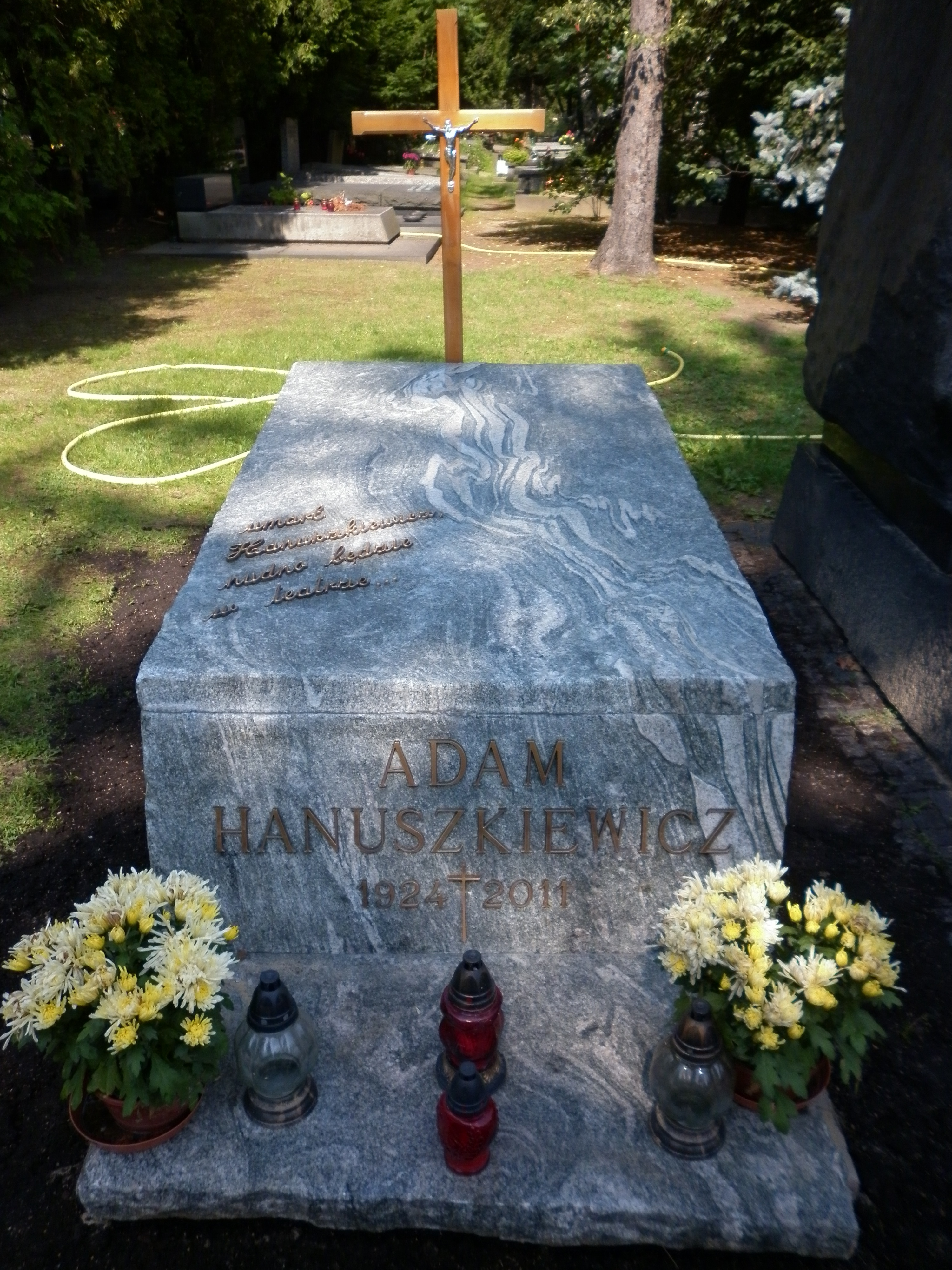
Могила Адама Ганушкевича на військовому цвинтарі Повонзки

Адам Станіслав Ганушкевич (пол. Adam Stanisław Hanuszkiewicz; нар. 16 червня 1924, Львів — пом. 4 грудня 2011, Варшава) — польський актор і театральний режисер. Багаторічний директор варшавських театрів (Театр народови, Театр нови, Театр повшехни). Відомий за інсценізацією «Злочин і кара» за Ф. М. Достоєвським, «Весілля» С. Виспянського, за монтажами поезій (Норвід) та ролями у власних постановках. Один із засновників Театру телебачення. 